# Tumut Shire
Tumut Shire var en kommun i Australien. Den låg i delstaten New South Wales, i den sydöstra delen av landet, omkring 320 kilometer sydväst om delstatshuvudstaden Sydney. 2014 var antalet invånare 11 316. Arean var 4 567 kvadratkilometer.
Kommunen upphörde den 12 maj 2016 då den slogs samman med Tumbarumba Shire för att bilda det nya självstyresområdet Snowy Valleys Council.
Följande samhällen fanns i Tumut Shire:
- Tumut
- Batlow
- Adelong
- Gilmore
- Brungle